# 今古奇観
『今古奇観』（きんこきかん）は、17世紀中国で編纂された白話小説の選集である。

## 概要
中国では、11世紀の宋（960-1279年）の時代から、街頭などで「説話」と呼ばれる、歴史や伝説に材をとった物語の講釈がおこなわれており、その種本が「話本」と呼ばれる。用語としての「話本」に関しては斯界合意の定義は定まっていないが、15世紀の明時代（1368-1644年）あたりから、その形式を模して「擬話本」と呼ばれる、読まれることを目的とした作品が書かれるようになった。
明代末期になると印刷技術の躍進によって擬話本流行の風潮と結んで、宋代以来の説話・話本の作品集として、馮夢龍（1574-1646年）が『古今小説』40巻（1621年頃？、後に改編解題『喻世明言』24巻）、『警世通言』40巻（1624年）、『醒世恒言』40巻（1627年）、凌濛初（1580-1644年）が『初刻拍案驚奇』40巻（1628年）、『二刻拍案驚奇』40巻（1632年）を編纂し、この5書は書名中の文字から「三言二拍」と総称された。
『今古奇観』は、この三言二拍全198編の中から抱甕老人（ほうおうろうじん、ほうよう―、中国語版）と称する蔵書家が、40篇を選択・刊行したものである。なお成立期は、種本の刊行時から考えて、1632年から1644年の明滅亡までの間だとされている。その内訳としては、三言から29編、二拍から11編で、三言からの選択が圧倒的に多い。
また、宋・元（1271-1368年）時代の特徴ともいえる霊怪的、神鬼的な作品を概ね除外しており、白話小説として、宋から明時代の庶民の生活や感情をえがいた、中国社会の実相を写す世話物に優れたものものが多い。
大塚秀高は、諸版本を比較検討して刻版修正を行ったのは、訂定者を抱甕老人即ち凌濛初、手定者を墨憨齋即ち馮夢龍とみており、二人がそれぞれ編纂した三言二拍の出来栄えに満足しておらず、協力して40編を選び修訂を加え決定版として作ったものが『今古奇観』だと述べている。
（　）内は三言二拍の元作品掲載書名。ただし『喩世明言』は『古今小説』の目録による）
第一卷　　　三孝廉讓一產立高名（醒世恒言 2 三孝廉讓產立高名）
第二卷　　　兩縣令競義婚孤女（醒世恒言 1 兩縣令競義婚孤女）
第三卷　　　滕大尹鬼斷家私（古今小説 10 滕大尹鬼斷家私）
第四卷　　　裴晉公義還原配（古今小説 9 裴晉公義還原配）
第五卷　　　杜十娘怒沉百寶箱（警世通言 32 杜十娘怒沉百寶箱、「沉」は「沈」の異体字）
第六卷　　　李謫仙醉草嚇蠻書（警世通言 9 李謫仙醉草嚇蠻書）
第七卷　　　賣油郎獨占花魁（醒世恒言 3 賣油郎獨占花魁）
第八卷　　　灌園叟晚逢仙女（醒世恒言 4 灌園叟晚逢仙女）
第九卷　　　轉運漢巧遇洞庭紅（初刻拍案驚奇 1 轉運漢遇巧洞庭紅　波斯胡指破鼉龍殼）
第十卷　　　看財奴刁買冤家主（初刻拍案驚奇 35 訴窮漢暫掌別人錢　看財奴刁買冤家主）
第十一卷　　吳保安棄家贖友（古今小説 8 吳保安棄家贖友）
第十二卷　　羊角哀舍命全交（古今小説 7  羊角哀捨命全交）
第十三卷　　沈小霞相會出師表（古今小説 40 沈小霞相会出師表）
第十四卷　　宋金郎團圓破氈笠（警世通言 22 宋小官團圓破氈笠）
第十五卷　　盧太學詩酒傲王侯（醒世恒言 29 盧太學詩酒傲王侯）
第十六卷　　李講公窮邸遇俠客（醒世恒言 30 李汧公窮邸遇俠客）
第十七卷　　蘇小妹三難新郎（醒世恒言 11 蘇小妹三難新郎）
第十八卷　　劉元普雙生貴子（初刻拍案驚奇 20 李克讓竟達空函　劉元普雙生貴子）
第十九卷　　俞伯牙摔琴謝知音（警世通言 1 俞伯牙摔琴謝知音）
第二十卷　　莊子休鼓盆成大道（警世通言 2 莊子休鼓盆成大道）
第二十一卷　老門生三世報恩（警世通言 18 老門生三世報恩）
第二十二卷　鈍秀才一朝交泰（警世通言 17 鈍秀才一朝交泰）
第二十三卷　蔣興哥重會珍珠衫（古今小説 1 蔣興哥重會珍珠衫）
第二十四卷　陳御史巧勘金釵鈿（古今小説 2 陳御史巧勘金釵鈿）
第二十五卷　徐老仆義憤成家（醒世恒言 35 徐老僕義憤成家）
第二十六卷　蔡小姐忍辱報仇（醒世恒言 36 蔡瑞虹忍辱報仇）
第二十七卷　錢秀才錯占鳳凰儔（醒世恒言 7 錢秀才錯占鳳凰儔）
第二十八卷　喬太守亂點鴛鴦譜（醒世恒言 8 喬太守亂點鴛鴦譜）
第二十九卷　懷私怨狠仆告主（初刻拍案驚奇 11 惡船家計賺假屍銀　狠僕人誤投真命狀）
第三十卷　　念親恩孝藏兒（初刻拍案驚奇 38 占家財狠婿妒侄　延親脈孝女藏兒）
第三十一卷　呂大郎還金完骨肉（警世通言 5 呂大郎還金完骨肉）
第三十二卷　金玉奴棒打薄情郎（古今小説 27 金玉奴棒打薄情郎）
第三十三卷　唐解元玩世出奇（警世通言 26 唐解元一笑姻緣）
第三十四卷　女秀才移花接木（二刻拍案驚奇 17 同窗友認假作真　女秀才移花接木）
第三十五卷　王嬌鸞百年長恨（警世通言 34 王嬌鸞百年長恨）
第三十六卷　十三郎五歲朝天（二刻拍案驚奇 5 襄敏公元宵失子　十三郎五歲朝天）
第三十七卷　崔俊臣巧會芙蓉屏（初刻拍案驚奇 27 顧阿秀喜捨檀那物　崔俊臣巧會芙蓉屏）
第三十八卷　趙縣君喬進黃柑子（二刻拍案驚奇 14 趙縣君喬送黃柑　吳宣教乾償白鏹）
第三十九卷　夸妙術丹客提金（初刻拍案驚奇 18 丹客半黍九還　富翁千金一笑）
第四十卷　　逞多財白丁橫帶（初刻拍案驚奇 22 錢多處白丁橫帶　運退時刺史當艄）

## 江戸文学への影響
『今古奇観』は選集であり、駄作も少なく手軽に読めることもあって、江戸時代に日本でも流行し、影響を与えた。
就実大学の丸井貴史によって、『今古奇観』の諸本が整理され、『今古奇観』と江戸文学との具体的な関わりが明らかになった。丸井貴史は、都賀庭鐘『英草紙』と最も近い本文を持つものは『今古奇観』同文堂本bであること、上田秋成『雨月物語』は『今古奇観』所収作品を利用していないこと、式亭三馬『魁草紙』が『今古奇観』に改変を施して成立したことなどを指摘している。
日本語訳は江戸時代から行われ、1761年に風流快史〉による、第七卷 『賣油郎獨占花魁』の抄訳『通俗赤縄奇縁』がある。
また、第二十七卷 『錢秀才錯占鳳凰儔』は森羅子 作 『月下清談』（1798年）の粉本である。1816年には、淡斎主人 訳『通俗古今奇観（つうぞくこきんきかん）』という抄訳版本も刊行された。これにも第七卷 『賣油郎獨占花魁』が含まれており、江戸の人気作品だったことが想像される。
（　）内は影響を与えた『今古奇観』の作品。
浅井了意 作 《御伽婢子》 1666年、第三巻 『藤原基頼卿海賊に逢事』（第三十七卷　崔俊臣巧會芙蓉屏 の翻案）
　　同　　上　　《狗張子》 1692年、第七巻 『飯森兵助陰徳の報い』（第十六卷　李講公窮邸遇俠客 の翻案）
都賀庭鐘 作 《古今奇談 英草紙》 1749年、第二編 『馬場求馬妻を沈て樋口が聟と成話』（第三十二卷　金玉奴棒打薄情郎 の翻案）
　　同　　上　　《古今奇談 英草紙》 1749年、第三編 『豊原兼秋音を聴て国の盛衰を知話』（第十九卷　俞伯牙摔琴謝知音 の翻案）
　　同　　上　　《古今奇談 英草紙》 1749年、第四編 『黒川源太主山に入て通を得たる話』（第二十卷　莊子休鼓盆成大道 の翻案）
　　同　　上　　《古今奇談 英草紙》 1749年、第六編 『三人の妓女趣を異にして各名を成話』（第一卷　三孝廉讓一產立高名 の翻案）
　　同　　上　　《古今奇談 英草紙》 1749年、第九編 『高武蔵守婢を出して媒をなす話』（第四卷　裴晉公義還原配 の翻案）
　　同　　上　　《古今奇談 繁野話》 1766年、第八編 『江口の遊女薄情を恨みて珠玉を沈むる話』（第五卷　杜十娘怒沉百寶箱 の翻案）
　　同　　上　　《垣根草》 1770年、巻の三『靭晴宗夫妻再生の縁を結ぶ事』（第三十七卷　崔俊臣巧會芙蓉屏 の翻案、第二十六卷　蔡小姐忍辱報仇 も加味）
　　同　　上　　《垣根草》 1770年、巻の四『山村が子孫九世同居忍の字を守る事』の後半部分（第二十九卷　懷私怨狠仆告主 の翻案）
　　同　　上　　《垣根草》 1770年、巻の五 『環人見春澄を激して家を興さしむる事』（第二卷　兩縣令競義婚孤女 から設定を着想）
　　同　　上　　《莠句冊》 1786年、第三編 『求冢俗説の異同冢の神の霊問答の話』（第十七卷　蘇小妹三難新郎 から設定を着想）
上田秋成 作 《雨月物語》 1768年、第二編 『菊花の約』（これは『古今小説』 第十六巻 『范巨卿雞黍死生交』の翻案だが、第十九卷　俞伯牙摔琴謝知音 も参照）
曲亭馬琴 作 『高尾船字文』 1796年、連判状発見のくだり（第三卷　滕大尹鬼斷家私 から着想）
　　同　　上　　『小説比翼文』 1804年、（第二十八卷　喬太守亂點鴛鴦譜 の換骨奪胎作）
　　同　　上　　『椿説弓張月、『そのゝゆき』 1807年、の一部（第三十二卷　金玉奴棒打薄情郎 の翻案）
　　同　　上　　『近世説美少年録』 1828-1834年 第26回後半から第18回まで（第三十九卷　夸妙術丹客提金 の翻案）
　　同　　上　　『開巻驚奇侠客伝』 20巻 （1832-1835年、未刊）発端（第十八卷　劉元普雙生貴子 から着想）
森羅子（しんらし、森島中良） 作 『月下清談』 1798年 （第二十七卷　錢秀才錯占鳳凰儔 の翻案）
南仙笑楚満人（なんせんしょうそまひと） 作 『秋色染話萩の枝折』 1824-1927年頃、（第二十八卷　喬太守亂點鴛鴦譜 の換骨奪胎作）
雲府観天歩（うんぷかんてんぽ） 作 『雪炭奇遇』5巻 1803年 （第三十卷　念親恩孝藏兒 の翻案）
石川雅望 作 『天羽衣』 1808年 （第二卷　兩縣令競義婚孤女 の骨子）
平春海（たいらはるみ、村田春海） 未刊の作 『竺志船物語』 1814年（第二十六卷　蔡小姐忍辱報仇 の翻案、第三十七卷も参照）
司馬芝叟 作 講釈（長咄）『油売郎』 ― 出版は芝叟没後の1816年（第七卷　賣油郎獨占花魁 の翻案）
近松徳叟（ちかまつとくそう、近松徳三） 作 芝居 『侠顔廓日記』1801年 及び 改作 『油商人廓話』 1803年の粉本（芝叟『油売郎』の翻案）
講談、浪曲、落語 『紺屋高尾』・『名物幾代餅』（芝叟『油売郎』の翻案）
十返舎一九 作 『通俗油売郎』1824年 （第七卷　賣油郎獨占花魁 の翻案）

## 日本語訳書籍
- 『今古奇観 上』（1-25話） 千田九一 等訳1958年、平凡社 中国古典文学全集 第18巻
- 『今古奇観 下、三言二拍抄』（26-40話） 駒田信二 等訳1958年、平凡社 中国古典文学全集 第19巻
- 『今古奇観　明代短編小説選集 1・2・3』（1-24話） 千田九一・駒田信二訳、平凡社東洋文庫、1965-1966年

1）ISBN 4582800343、2）ISBN 4582800459、3）ISBN 4582800777。中国古典文学全集を改訳。
- 『今古奇観　明代短編小説選集 4・5』（25-40話） 駒田信二・立間祥介訳、平凡社東洋文庫、1974-1975年

4）ISBN 4582802613、5）ISBN 4582802664 。1965年、千田九一が急逝により駒田・立間が引き継いだ。
- 『今古奇観 上』『－下、嬌紅記（中国語版）』（1-22／23-40話） 平凡社 中国古典文学大系 37･38巻、1970-1973年
駒田等による東洋文庫版を改訂。1）ISBN 978-4582312379、2）ISBN 978-4582312386。

## 注・出典
1. ↑  勝山稔 『白話小説研究における「話本」の定義について：中国白話小説研究における一展望（III）』、国際文化研究科論集、7巻、1999-12-20、p.244-209 pdf
2. ↑  残存するのは24巻本であるが、廣澤裕介（ひろさわ ゆうすけ、立命館大学 文学部東アジア研究学域 准教授）は、書誌学研究によって、24巻本に先立ち『喻世明言』40巻本が刊行されていたと指摘し、逸書40巻本の復元を試みている。出典：廣澤裕介 《『喩世明言』四十卷本考》 日本中国学会報 Vol. No. 52 2000年 中国・アジア研究論文データベースpdf
3. ↑  りょうもうしょ、字を玄房、号を初成、また即空観主人ともいう。浙江鳥程に生まれ、1591年12歳で秀才となるも1634年55歳にして上海県丞になる。その後1644年、農民の武装蜂起に抗拒し吐血して66歳で死んだ。著書は頗る多く、二拍も編纂と称しながら創作が多いとされる。
4. ↑  三言120編、二拍78編（『二刻拍案驚奇』に重複1巻と雑劇の戯曲が1巻あるため）で都合198編となる。
5. ↑  姑蘇（蘇州）の抱甕老人と名乗っているが、本名等は未詳である。
6. ↑  『古今小説』から8編、『警世通言』から10編、『醒世恒言』から11編の計29編。
7. ↑  『初刻拍案驚奇』から8編、『二刻拍案驚奇』から3編の計11編。
8. ↑  『今古奇観 上』 中国古典文学大系 37 解説 p.409-411 。
9. ↑  大塚秀高、おおつかひでたか、埼玉大学名誉教授
10. ↑  大塚秀高『抱甕老人と三言二拍の原刻本について』日本アジア研究 Vol.13, (2016. 3) ,p.43- 88 紀要、p.43 冒頭の要約（囲み記事）
11. 1 2  駒田信二『今古奇観』 解説 各巻の出典と、その江戸文学への影響 （中国古典文学大系 38巻 p.453-461）等による。
12. ↑  『古今小説』と『喻世明言』参照
13. ↑  丸井貴史『白話小説の時代　―日本近世中期文学の研究―』汲古書院、2019年2月。ISBN 978-4-7629-3641-8。
14. ↑  西田維則（にしだこれのり）の筆名、? – 1765年、号は贅世子、口木子、また別名に、口木山人、烟水散人、温海、賢世子を使用。近江に生まれ京都で活動した儒学者。
15. ↑  この翻訳は広く影響を与え、芝居、長咄、戯作、講談などに翻案された。
16. ↑  淡斎主人 訳『通俗古今奇観 五巻』 1814年 3編の抄訳：巻一 莊子休鼓盆成大道（第二十巻）、巻二・三 趙縣君喬進黃柑子（第三十八巻）、巻四・五 賣油郎獨占花魁（第七巻）。日本国内刊行物としては『通俗古今奇観 付 月下清談』 青木正児 校註 1932年 岩波文庫 ISBN 978-4003203613 。また、『通俗古今奇観』《近世白話小説翻訳集 第5巻》に収録、中村幸彦 編 1985年 汲古書院 ISBN 9784762932083 、その解題で淡斎主人を佐羽淡斎（さばたんさい、1772-1825年）に擬している。